# جغرافیای کار
جغرافیای کار (به انگلیسی:Labor geography) زیرشاخه ای از جغرافیای انسانی و جغرافیای اقتصادی است که به روابط فضایی و روندهای جغرافیایی در نظام‌های کارگری و سیاسی می‌پردازد.